# José Manuel Pardo de Santayana y Suárez
José Manuel Pardo de Santayana y Suárez (13 d'octubre de 1913, Santander - 29 de març de 1997, Madrid) fou un polític falangista espanyol i governador civil de vàries províncies durant la dictadura franquista.
Pardo de Santayana era enginyer agrònom. El 1941 era conseller nacional del Sindicato Español Universitario (SEU), en representació del districte universitari de Valladolid. El 1943 fou designat governador civil de la província de Lleida i el juny de 1945 passà a exercir el mateix càrrec a les Illes Balears, càrrec que ocupà fins l'1 de juny de 1951 quan passà al govern civil d´A Corunya. El vuit de novembre de 1953 fou nomenat governador civil de Saragossa i cap provincial de la Falange Española Tradicionalista y de las JONS. De la província de Madrid ho fou des del 10 d'abril de 1965 fins al 14 de novembre de 1969, i també cap provincial de la Falange. Fou un governador civil molt expeditiu i autoritari, però la seva duresa estava compensada per una preocupació forta en favor de la cultura. Una de les fetes amb què ho demostrà més eficaçment fou la reconstrucció i reorganització de l'Estudi General Lul·lià. El maig de 1948, en una nota enviada a la Secretaria General del Movimiento se l'acusà de corrupció en els abastaments, amb relació a cobraments per la tolerància del joc, i irregularitats econòmiques en el club nàutic de Palma.
El seu nebot fou el tinent general Alfonso Pardo de Santayana y Coloma (1936-2015) que fou cap d'Estat Major entre 1998 i 2003. Un altre nebot, el tinent coronel Jose Ramón Pardo de Santayana y Coloma, està proper a l'intent de cop d'estat de 1981.